# Street Beat
Street Beat var et dansk rockband, dannet i 1982 i København af keyboardspilleren og komponisten Henrik Carlsen og bassisten Bo Møller. De to første sangere var Cæcilie Norby og Nina Forsberg. Desuden var Kristian Skovgaard Lassen, trommer, Lasse Riege, guitar, Michael Andersen, tenor sax, og Rolf Vedel Petersen, percussion med tidligt i bandets besætning.
I 1984 skrev Street Beat kontrakt med det engelske pladeselskab Steinar Records, der bl.a. også udgav den islandske gruppe Mezzofortes plader. Street Beat nåede at udgive to singler: "In Love" og "Rap'n'Scratch".
I 1986 udgav de deres første album, Gaga Jungle Land, som dog ikke solgte stort. Bandet spillede på mange gymnasier landet over og optrådte ofte på 80'ernes kendte musiksteder: Montmartre i Nørregade, Musikcafe'n i Magstræde og i Aarhus i Vestergade 58. De spillede desuden på 5-Øren og andre store udendørsarrangementer i Fælledparken, Charlottenlund Fort og Gilleleje Festival.
Desuden optrådte de flere gange i dansk TV, bl.a. med en direkte livetransmitteret koncert fra Albertslund i den bedste sendetid fredag aften On the Rocks. De optrådte også i svensk radio med en liveoptagelse fra Musikcafe'n i København.
Derefter kom blandt andet Mikael Roupé, Mia Martinez, Ann-Louise Mathiesen, Morten Due og Charlotte Vigel med i bandet. Bandet gjorde desuden brug af en tremands hornsektion, som gennem tiderne har rummet trompetisterne Henrik Bolberg Pedersen, Claus Mott, Henrik Beck, Jan Glæsel, Ole Hansen og Jeppe Kaas og saxofonisterne Niels Macholm, Thomas Hass og Bobby Ricketts.
I 2016 udgav Henrik Carlsen albummet Street Beat Revisited, hvor mange af de oprindelige sange blev opdateret i nye arrangementer og med nye tekster. Henrik Carlsen spillede selv alle instrumenter og indspillede albummet i sit soveværelse.

## Diskografi
- Gaga Jungle Land (1986)

Singler
- "Rap'n'Scratch" (1984)
- "In Love" (1984)
- "Gaga Jungle Land/Could It Be You" (1986)